# Dordi Nordby
Dordi Agate Nordby (* 8. April 1964 in Bærum) ist eine norwegische Curlerin. Sie ist zweifache Weltmeisterin und zweifache Europameisterin.
Ihr internationales Debüt hatte sie im Jahr 1981. Zu Beginn der 1990er Jahre erlebte sie den Höhepunkt ihrer sportlichen Karriere. Bei der WM 1990 in Västerås und der WM 1991 in Winnipeg spielte Nordby in der Position des Skip und gewann beide Male den Weltmeistertitel; zudem wurde sie 1990 in Lillehammer auch Europameisterin. Zwar konnte Nordby nicht mehr ganz an diese Erfolge anknüpfen, hielt sich aber an der Weltspitze und gewann zahlreiche weitere Medaillen. Bei der EM 1999 in Chamonix wurde sie zum zweiten Mal Europameisterin.
Nordby vertrat Norwegen bei den Winterspielen 1988 in Calgary und bei den Winterspielen 1992 in Albertville. Die gewonnenen Bronze- bzw. Silbermedaillen besitzen allerdings keinen offiziellen Status, da Curling damals noch eine Demonstrationssportart war. 1998 in Nagano wurde sie Fünfte und 2002 in Salt Lake City Siebte.
Nordby ist Athletenbotschafterin der Entwicklungshilfeorganisation Right to Play.

## Erfolge
- Weltmeisterin 1990 und 1991
- Europameisterin 1990 und 1999
- 2. Platz Olympische Winterspiele 1992 (Demonstrationswettbewerb)
- 2. Platz Weltmeisterschaft 1989, 1997, 2004
- 2. Platz Europameisterschaft 1983, 2000
- 3. Platz Olympische Winterspiele 1988 (Demonstrationswettbewerb)
- 3. Platz Weltmeisterschaft 1993, 1995, 1996, 2000, 2002, 2005
- 3. Platz Europameisterschaft 1985, 1987, 1993, 1994, 2002, 2004